# Walatta Petros

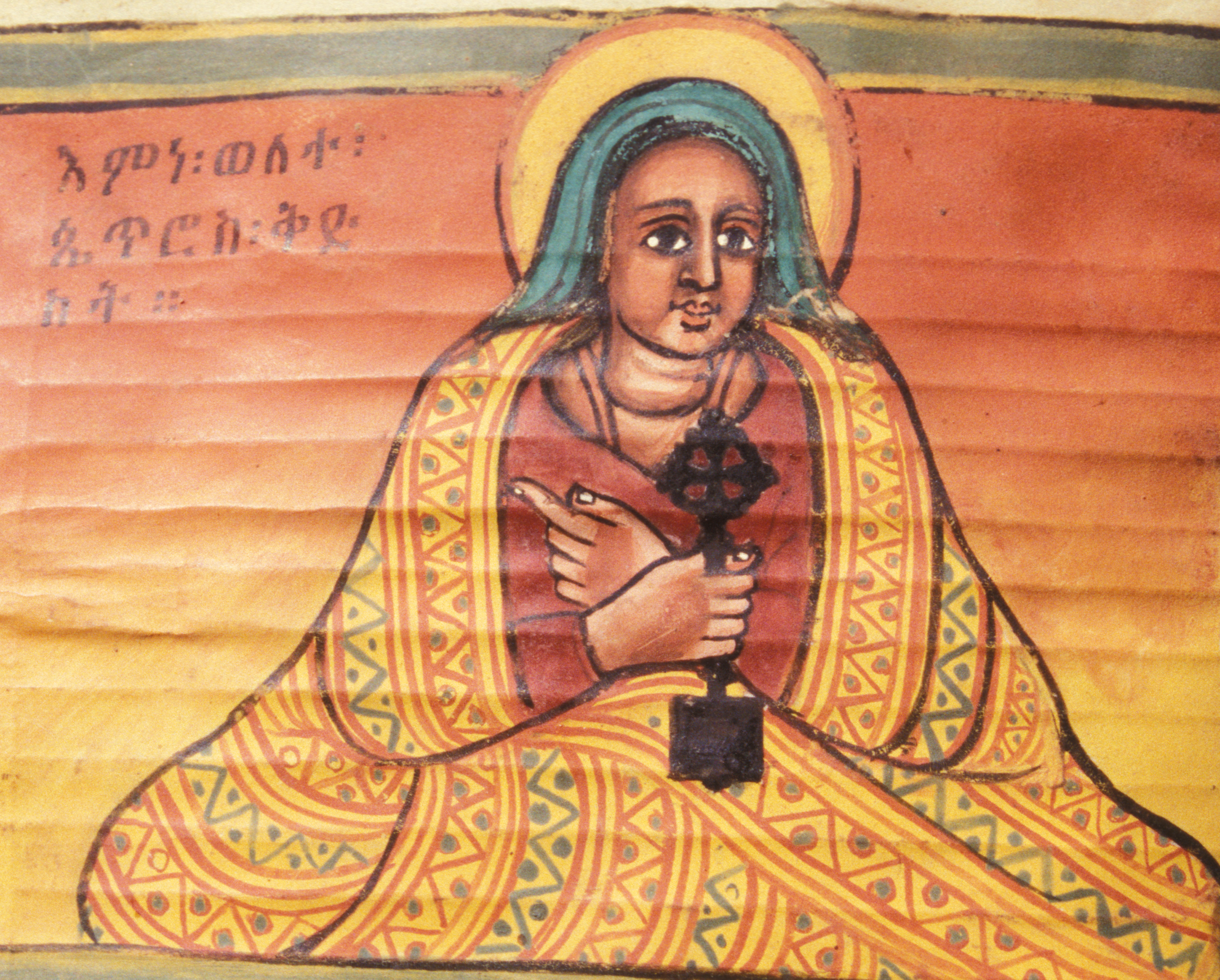
Porträt aus dem Jahr 1721

Walatta Petros (Ge'ez: ወለተ ጴጥሮስ; 1592 – 23. November 1642) war eine äthiopische Heilige. Ihre Hagiografie Die Lebenskämpfe der Walatta Petros (Gädlä Wälättä P̣əṭros) wurde 1672 geschrieben. Sie ist dafür bekannt, dass sie sich der Konvertierung zum römischen Katholizismus widersetzte, viele religiöse Gemeinschaften gründete und Wunder für diejenigen vollbrachte, die vor Königen Asyl suchten.

## Namen
Der Name von Walatta Petros wird in der Ge'ez-Schrift ወለተ ጴጥሮስ geschrieben. Er wird im Internet und in der Wissenschaft auf vielfältige Weise in das lateinische Alphabet transliteriert, etwa in der Schreibweise der Library of Congress Walata Péṭros und Walatta Pēṭros. Ihr Name ist ein zusammengesetzter Name, der „Tochter von [St.] Petrus“ bedeutet.

## Leben
Walatta Petros wurde 1592 in eine adlige Familie mit erblichen Rechten an Ländereien im südlichen Äthiopien geboren. Ihr Vater und ihre Brüder waren Beamte am Hof. Walatta Petros wurde in jungen Jahren mit Malka Krestos, einer Beraterin von Susenyos, verheiratet. Sie brachte drei Kinder zur Welt, die alle im Säuglingsalter starben, und beschloss, Nonne zu werden.
Nachdem jesuitische Missionare Kaiser Susenyos 1612 privat von der äthiopischen Orthodoxie zum römischen Katholizismus bekehrt hatten, forderte er den Ehemann von Walatta Petros auf, den 1617 begonnenen antikatholischen Aufstand zu unterdrücken. Als Malka Krestos abreiste, um den Aufstand zu bekämpfen, unterstützten führende Äbte der äthiopischen Klöster am Ṭana-See Walatta Petros dabei, ihren Mann zu verlassen und sich ihnen anzuschließen. Nachdem sie in einem Kloster am Tanasee angekommen war, legte sie ein Zölibatsgelübde ab und rasierte sich den Kopf, um Nonne in der äthiopisch-orthodoxen Tewahedo-Kirche zu werden, da sie sich weigerte, zum römisch-katholischen Glauben überzutreten. Kirchen- und Gerichtsbeamte drängten sie jedoch, zu ihrem Mann zurückzukehren, da er die Stadt, in der sie sich versteckt hielt, zerstörte. Sie kehrte nach Hause zurück, doch als sie erfuhr, dass ihr Mann die Ermordung der Abuna der Äthiopisch-Orthodoxen Tewahedo-Kirche unterstützt hatte, verließ sie ihn zum letzten Mal und wurde 1617 im Alter von 25 Jahren Nonne.

### Distanz zum römischen Katholizismus
1621 verbot Kaiser Susenyos I. den Unterricht in der äthiopisch-orthodoxen Tewahedo-Kirche, und Walatta Petros begann dagegen zu protestieren, dass der Kaiser den einheimischen Glauben aufgab, um fremde Glaubensvorstellungen und Rituale anzunehmen. Wegen dieser Proteste wurde sie 1622 vor den Hof gerufen, und der Kaiser wollte sie töten, aber ihre Familie konnte ihn davon abbringen. Daraufhin zog sie in die nördlichen Regionen Waldebba und Sallamt und begann zu predigen, dass die Menschen den Glauben der Fremden ablehnen und den Namen des Kaisers während der Liturgie niemals erwähnen sollten. Wegen dieses Verrats wurde sie 1625 erneut vor Gericht gestellt, und dieses Mal hielt ihr Ehemann den Kaiser davon ab, sie zu töten, indem er ihn drängte, den Jesuitenpater Afonso Mendes zu schicken, um sie zu bekehren. Als Mendes’ Bemühungen erfolglos blieben, schickte der König Walatta für drei Jahre ins Exil in den Sudan.
Hiermit begann ihre Leitungsaufgabe in den religiösen Gemeinschaften, die sich um sie herum bildeten und die dem römischen Katholizismus entkommen wollten. Im Laufe ihres Lebens gründete sie sieben religiöse Gemeinschaften – die erste im Sudan, genannt Zabay (ca. 1627), und sechs am Tanasee: Canqua (ca. 1630), Meselle (ca. 1630), Zage (ca. 1632), Damboza (ca. 1637), Afar Faras (ca. 1638) und Zabol/Zambol (ca. 1641).
1632 gab Kaiser Susenyos sein Ziel auf, das Land katholisch zu machen. Sein Sohn Fasilides wurde König setzte alles daran, den römischen Katholizismus aus dem Land auszurotten.

### Späteres Leben
Walatta Petros blieb Äbtissin ihrer mobilen religiösen Gemeinschaft. Sie arbeitete zusammen mit ihrer Freundin Ehete Kristos und verzichtete auf jede Unterstützung von Männern. Nach einer dreimonatigen Krankheit starb Walatta Petros 1642 im Alter von 50 Jahren; 26 Jahre zuvor war sie Nonne geworden. Ihre Freundin Ehete Krestos folgte ihr als Äbtissin nach und starb 1649.
Im Jahr 1650 stiftete Fasilides ein Grundstück für das Qwarata Kloster am Tanasee, das Walatta Petros als Schutzpatronin bekam. Seit dem 17. Jahrhundert diente es als Zufluchtsort für diejenigen, die der Bestrafung durch den König entgehen wollten.

## Verehrung
Walatta Petros ist eine von 21 äthiopischen weiblichen Heiligen, von denen sechs Hagiografien haben. Die Hagiografie der Heiligen, Gädlä Wälättä P̣eṭros, wurde 1672 niedergeschrieben, 30 Jahre nach dem Tod der Heiligen. Der Autor war der Mönch Gälawdewos. Es besteht aus drei Teilen: der Biografie, den Wunderberichten, die denjenigen widerfuhren, die nach ihrem Tod ihren Namen anriefen, und zwei Hymnen (Mälkəˀa Wälättä Peṭros und Sälamta Wälättä Peṭros). Später, im Jahr 1769, fügten andere weitere Wunder hinzu, darunter solche über die folgenden Könige: Bäkaffa, Iyasu II, Iyoˀas I, Ras Mikaˀel Səḥul, Yoḥannəs II, Täklä Giyorgis I und Tewodros II.
Die erste gedruckte Ausgabe (es gab viele Handschriften) wurde 1912 veröffentlicht. Die erste Übersetzung in eine andere Sprache (italienisch), wurde 1970 veröffentlicht. Im Jahr 2015 wurde die erste englische Übersetzung veröffentlicht, die Farbtafeln aus den Pergamentmanuskriptilluminationen ihres Lebens enthält, und 2018 wurde eine kurze Studentenausgabe veröffentlicht.

## Forschung über Walatta
In der westlichen Wissenschaft wurde vor dem 21. Jahrhundert nur wenig über Walatta Petros veröffentlicht. Eine korrigierte, vollständige Ausgabe von Texten von ihr und über sie hat im Jahr 2015 zu einer Verbesserung geführt. Trotzdem sind falsche Informationen über sie (d. h. Geburts- und Sterbedaten, Kinder, Reisen und Hagiografie) auf Websites, in Lexika und Zeitschriftenartikeln verbreitet.
Im 21. Jahrhundert sind weitere Publikationen erschienen, fast ausschließlich in englischer Sprache. Die erste stammt von der französischen Kunsthistorikerin Claire Bosc-Tiessé, die in Klöstern am Tanasee Feldforschungen über die Entstehung eines königlichen illuminierten Manuskripts von Gädlä Wälättä P̣eṭros anstellte. Die amerikanische Literaturwissenschaftlerin Wendy Laura Belcher vertrat die Ansicht, dass Walatta Petros eine der adligen äthiopischen Frauen war, die für die Niederlage des römischen Katholizismus in Äthiopien um 1600 verantwortlich waren. Über die Heilige sind auch einige journalistische Arbeiten veröffentlicht worden.

### Queere Interpretation
Die Literaturwissenschaftlerin Wendy Belcher argumentierte, dass Walatta vermutlich lesbisch gewesen ist, und sie habe eine intime Beziehung mit ihrer engen vertrauten Ehete Kristos gehabt, wobei Belcher jedoch betont, es habe aufgrund des Lebens als Nonne vermutlich keine sexuellen Aktivitäten gegeben. Mitglieder der äthiopisch-orthodoxen Täwaḥədo-Kirche empörten sich über diese Darstellung und sprachen davon, Belcher würde sich den Text aneignen ohne dabei äthiopische Quellen zu zitieren, die ihre Behauptungen stützen würden.
Einer der schärfsten Kritiker dieser Darstellung war Yigra Gelaw Woldeyes, der diese Form der Wissenschaft als kolonialistisch bezeichnete und auf Fehler in der englischen Ausgabe, die als Basis für Belchers Text gedient hatte hinwies. So wies er darauf hin, dass eine für Belchers Arbeit zentrale Textstelle fehlerhaft übersetzt sei, da es sich im Original nicht um einen lesbischen Liebesakt junger Nonnen, sondern um ein frivoles Spielen von Jungfrauen mit nicht mehr als Schubsen gehandelt habe, was im Kloster ebenso verboten war.
Der für die englische Ausgabe zuständige Übersetzer Michael Kleiner entgegnete, dass es durchaus gute Gründe für seine Übersetzung gäbe, sah aber an einigen anderen Stellen eigene Fehler. Die Überfixierung auf diesen kleinen Teil des Textes bedauere er.